# Suore di San Giuseppe di San Marco
Le Suore di San Giuseppe di San Marco (in francese Sœurs de Saint-Joseph de Saint-Marc) sono un istituto religioso femminile di diritto pontificio: le suore di questa congregazione pospongono al loro nome le sigla S.J.S.M.

## Storia
Le origini della congregazione risalgono all'opera del sacerdote Pierre-Paul Blanck: nel 1845 acquistò l'antico priorato benedettino di San Marco a Gueberschwihr e l'anno seguente vi organizzò una comunità di suore orientata sulla regola benedettina, dedicata all'adorazione eucaristica, all'educazione delle ragazze povere e all'assistenza alle orfane.
Nel 1858 Blanck fu costretto ad abbandonare la Francia: per la sua congregazione iniziò un periodo di crisi che indusse numerose suore a lasciare la comunità. Il vescovo di Strasburgo, Andreas Räß, nel 1868 nominò superiore dell'istituto Apollinaire Freyburger (considerato il fondatore della congregazione) che, con l'aiuto della superiora generale Marie-Salomé Neff, diede un nuovo impulso alla congregazione.
Il vescovo Räß approvò le regole del rinnovato istituto e il 21 novembre 1863 accolse la professione delle suore secondo i nuovi statuti.

## Attività e diffusione
Le suore si dedicano all'insegnamento e alla cura dei malati.
Oltre che in Francia, sono presenti in Germania, negli Stati Uniti d'America, in Tanzania e in Ucraina; la sede generalizia, dal 1953, è a Colmar.
Alla fine del 2008 la congregazione contava 579 suore e 82 case.